# Lepisanthes cauliflora
Lepisanthes cauliflora là một loài thực vật có hoa trong họ Bồ hòn. Loài này được C.F. Liang & S.L. Mo mô tả khoa học đầu tiên năm 1982.